# SV Viktoria 1903 Zerbst
SV Viktoria 1903 Zerbst was een Duitse voetbalclub uit Zerbst, Saksen-Anhalt.

## Geschiedenis
De club werd opgericht in 1903 als FC Viktoria 1903 Zerbst en was aangesloten bij de Midden-Duitse voetbalbond. De club speelde vanaf 1909 in de competitie van Anhalt. In de beginjaren werd deze competitie gedomineerd door Cöthener FC 02. In 1913 werd de club samen met Cöthener FC Germania 03 laatste. Beide clubs speelden tegen elkaar voor het behoud, Zerbst won. In 1919 werd de club voor het eerst kampioen en nam deel aan de Midden-Duitse eindronde, waar ze verloren van VfB 01 Chemnitz.
Na 1919 werd de Anhaltse competitie de tweede klasse van de Kreisliga Elbe. Na een fusie met Hertha Zerbst werd de naam SV Viktoria 03 Zerbst aangenomen. Na het seizoen 1923 werd de Anhaltse competitie als Gauliga Anhalt terug opgewaardeerd als hoogste klasse. In 1926 werd de club opnieuw kampioen. In de eindronde  versloeg de club Fortuna Magdeburg en SC Herta Wittenberge en verloor dan pas in de kwartfinale van de Hallescher Sportfreunde. Na een paar ereplaatsen werden ze in 1930 vicekampioen op amper één punt van SV Wacker Bernburg. Ook in 1931 moest het Bernburg voor laten gaan, nu met twee punten voorsprong. In 1932 trok de club wel nog eens aan het langste eind. In de eindronde won de club van Zwickauer SC 05 en verloor dan van Hallescher FC Wacker. Ook in 1933 werd de club kampioen en versloeg in de eindronde Singer TuSV Wittenberge met 8-1, maar in de tweede ronde werden ze met dezelfde cijfers wandelen gestuurd door Dresdner SC. 
In 1933 werd de competitie geherstructureerd. De Midden-Duitse bond werd ontbonden en de vele competities werden vervangen door de Gauliga Mitte en Gauliga Sachsen. De clubs uit Anhalt werden te licht bevonden voor de Gauliga Mitte en voor de Bezirksklasse Magdeburg-Anhalt plaatsten zich slechts vier clubs. In het eerste seizoen werd de club vicekampioen achter FuCC Cricket-Viktoria Magdeburg. Magdeburg telde evenveel punten, maar had een beter doelsaldo. Na een paar plaatsen in de middenmoot degradeerde de club in 1938 naar de Kreisklasse Anhalt en slaagde er niet meer in te promoveren. 
Na de Tweede Wereldoorlog werden alle Duitse voetbalclubs ontbonden. Viktoria Zerbst werd niet meer heropgericht, ook niet na 1990 toen wel meerdere vooroorlogse clubs heropgericht werden.

## Erelijst
Kampioen Anhalt 
1919, 1926, 1932, 1933